# Veinticinco de Mayo (departement van Misiones)
Veinticinco de Mayo (Misiones) is een departement in de Argentijnse provincie Misiones. Het departement (Spaans:  departamento) heeft een oppervlakte van 1.629 km² en telt 27.187 inwoners.

## Plaatsen in departement Veinticinco de Mayo
- Alba Posse
- Colonia Aurora
- Veinticinco de Mayo (25 de Mayo)